# Dikker & Thijs
Dikker & Thijs is een hotel gevestigd op de hoek van de Prinsengracht en de Leidsestraat in de Nederlandse hoofdstad Amsterdam. In het hotel waren eerder een delicatessenzaak en toprestaurant gevestigd.
Het gebouw waarin het hotel gevestigd is, is een rijksmonument. Het is in 1914-1915 gebouwd als kantoor van verzekeringsmaatschappij "De Nederlanden" naar een ontwerp van B.J. Ouëndag. In 1895 legde Frederik Wilhelm Dikker (1865-1916) met de opening van zijn delicatessenwinkel de basis voor wat later Dikker & Thijs zou gaan heten. Henri Thijs, die jaren bij de Franse meesterkok Auguste Escoffier werkte werd in 1915 zijn partner. Zij openden in 1915 in de Kalverstraat hun eerste gezamenlijke delicatessenzaak. In 1921 openden de compagnons een tweede zaak op Leidsestraat 96 om een jaar later te verhuizen naar nummer 82 op de hoek met de Prinsengracht. Hier was eerder de gemeentelijke toonzaal voor huishoudelijk gasgebruik gevestigd.
Op de eerste verdieping van het pand begon de firma Dikker & Thijs een restaurant voor oesters, kreeft en kaviaar, dat in de jaren 1950 grote naam en faam verwierf. Bij de eerste uitreiking van Michelinsterren in Nederland, in 1957, kreeg het restaurant een ster die het behield tot en met 1962. Delicatessen en primeurs die in de winkel beneden te koop waren, werden in de keuken van het restaurant boven bereid. In 1964 werd restaurant De Prinsenkelder geopend. Het was gevestigd in het aangrenzende pakhuis uit 1737 en was een zelfstandig restaurant met eigen keuken. In 1994 sloten het restaurant op de eerste verdieping en brasserie Dikker & Thijs. Het hotel bleef geopend, maar veranderde in 1995 van eigenaar. In 2001 werd het uitgebreid tot 42 kamers en in 2011 werd restaurant Thijs geopend waar eerder De Prinsenkelder was. Dit restaurant is eind 2018 gesloten.